# The Enemy's Baby
The Enemy's Baby er en amerikansk stumfilm fra 1913 af D. W. Griffith.

## Medvirkende
- Lionel Barrymore som Ben Brown
- William J. Butler som Sam Miller
- Kate Bruce som Sam Millers kone
- Harry Carey som Miller
- Claire McDowell